# Andrzej Jaczewski
Andrzej Lucjan Jaczewski (ur. 20 września 1929 w Piastowie, zm. 13 października 2020 w Ropkach) – polski lekarz pediatra, seksuolog i pedagog, humanista, specjalista medycyny szkolnej, profesor doktor habilitowany medycyny i pedagogiki, oraz instruktor harcerski. Autor teorii rozszczepienia dojrzałości i teorii wirażu rozwojowego. Harcmistrz, w czasie wojny działał w Szarych Szeregach, jako drużynowy Zawiszaków w Milanówku (ps. „Sowa”). Po wojnie w latach 1948–1950 komendant hufca Związku Harcerstwa Polskiego Warszawa Żoliborz.

## Życiorys
W harcerstwie od 1938 roku do lat 90. Aż do końca wojny związany z Hufcem ZHP Milanówek. Po wojnie, w 1945 roku, zainspirowany przez swojego dowódcę z czasów konspiracji rozpoczął studia medyczne. Z powodu złych wyników w nauce karnie zawieszony na funkcji komendanta hufca ZHP Warszawa Żoliborz, celem efektywnego ukończenia studiów. Od III roku medycyny podjął przyspieszony kurs specjalizacji pediatry z powodów powojennych niedoborów lekarzy w kraju. W 1952 roku ukończył Akademię Medyczną w Warszawie, uzyskał specjalizację II st. z pediatrii i medycyny szkolnej. W 1953 roku, realizując dwuletni nakaz pracy, wyjechał do Gorlic, gdzie zamieszkał. W latach 50. był pierwszym ordynatorem Oddziału Dziecięcego w tamtejszym Szpitalu Powiatowym i kierownikiem Przychodni Matki i Dziecka. Przyczynił się do ograniczenia śmiertelności niemowląt z powodu powszechnej wówczas na wsiach biegunki. Jako pierwszy użył w leczeniu kroplówki.
W 1955 roku został stypendystą w Instytucie Matki i Dziecka w Warszawie, gdzie rok później rozpoczął pracę. Następnie w Akademii Medycznej, jako adiunkt w Katedrze Propedeutyki Pediatrii, a następnie kierownik Zakładu Medycyny Szkolnej. Współtworzył pierwszą w Warszawie przychodnię dla młodzieży uzależnionej od narkotyków. Od 1970 roku związany także z Wydziałem Pedagogicznym Uniwersytetu Warszawskiego. Przez dwie kadencje pełnił funkcję prodziekana do spraw studenckich. Wieloletni kierownik katedry biomedycznych podstaw rozwoju i wychowania. Założyciel i pierwszy kierownik studium wychowania seksualnego na UW. Przez 17 lat wykładał także na Uniwersytecie Kolońskim.
Przez wiele lat pracował jako lekarz szkolny w Liceum Ogólnokształcącym im. Joachima Lelewela w Warszawie, gdzie współpracował m.in. z Anną Radziwiłł. W 1989 roku otrzymał tytuł profesora nauk humanistycznych. Miał koncepcję całościowej opieki nad uczniem: zajęcia na sali gimnastycznej, boisku, wyjazdy na zieloną szkołę, obozy letnie i drużyny harcerskie. W szkole przeprowadzał pierwsze w Polsce badania ciągłe nad okresem dojrzewania dzieci i młodzieży. Był orędownikiem gimnazjum jako formy umożliwiającej dojrzały wstęp do dorosłości.
W 1981 roku członek prezydium Rady Chorągwi Stołecznej ZHP.  
Przez 27 lat w telewizji prowadził programy nauki o człowieku dla szkół. Przez 25 lat dla „Jestem” pisał felietony z cyklu Kultura seksualna. W „Gazecie Wyborczej” opublikował artykuł Rocznicowy Kadisz w stanie wojennym o antysemityzmie i obchodzeniu rocznicy powstania w getcie przez harcerstwo w PRL.
Prowadził na stronie www.tokfm.pl blog „Cicer cum caule”. Na swoim profilu na Facebooku prowadził działalność publicystyczną.
W późniejszych latach wykładał sporadycznie na Uniwersytecie Warszawskim, w Wyższej Szkole Społeczno-Ekonomicznej w Warszawie i Szkole Wyższej im. Pawła Włodkowica w Płocku.
Wypromował co najmniej sześcioro doktorów, m.in. Mirosława Huszcza (1990) i Zbigniewa Izdebskiego (1993).
Mieszkał w wybudowanym przez siebie domu we wsi Ropki w Beskidzie Niskim.

## Publikacje
Autor 26 książek naukowych i popularnych, m.in. o wychowaniu seksualnym, oraz metodzie harcerskiej:
- Książka dla chłopców,
- O chłopcach dla chłopców,
- O dziewczętach dla dziewcząt,
- Nasze dzieci dorastają. Rady dla rodziców i wychowawców PZWL,
- Biologiczne i medyczne podstawy rozwoju i wychowania (red.), ISBN 978-83-88149-61-0.
- Gawędy Drużynowego
- Tajemnice pierwszej inicjacji seksualnej
- Medycyna w plecaku
- Książka moich wspomnień, ISBN 978-83-7204-809-7

## Odznaczenia i wyróżnienia
- Krzyż Kawalerski Orderu Odrodzenia Polski[7]
- Złoty Krzyż Zasługi
- Krzyż Armii Krajowej
- Medal im. Janusza Korczaka
- Tytuł profesora honorowego Krakowskiej Akademii im. Andrzeja Frycza Modrzewskiego[8]